# John Simon (musikproducent)
John Simon, född 11 augusti 1941 i Norwalk, Connecticut, är en amerikansk musikproducent och musiker.
Simon inledde sin producentkarriär som anställd på skivbolaget Columbia. En tidig framgång som sådan var The Cyrkles hit "Red Rubber Ball" från 1966. Han är mest känd för sitt arbete i slutet av 1960-talet då han producerade Music from Big Pink och The Band av The Band, Cheap Thrills av Big Brother and the Holding Company, Child Is Father to the Man av Blood, Sweat & Tears och Songs of Leonard Cohen av Leonard Cohen. Han debuterade som soloartist 1971 med John Simon's Album.

## Diskografi
- 1971 – John Simon's Album
- 1973 – Journey
- 1992 – Out on the Street
- 1995 – Harmony Farm
- 1998 – Home
- 2000 – The Best and Beyond
- 2000 – Hoagyland: Songs of Hoagy Carmichael
- 2005 – No Band
- 2006 – The Baroque Inevitable